# Þjóðveldisbær

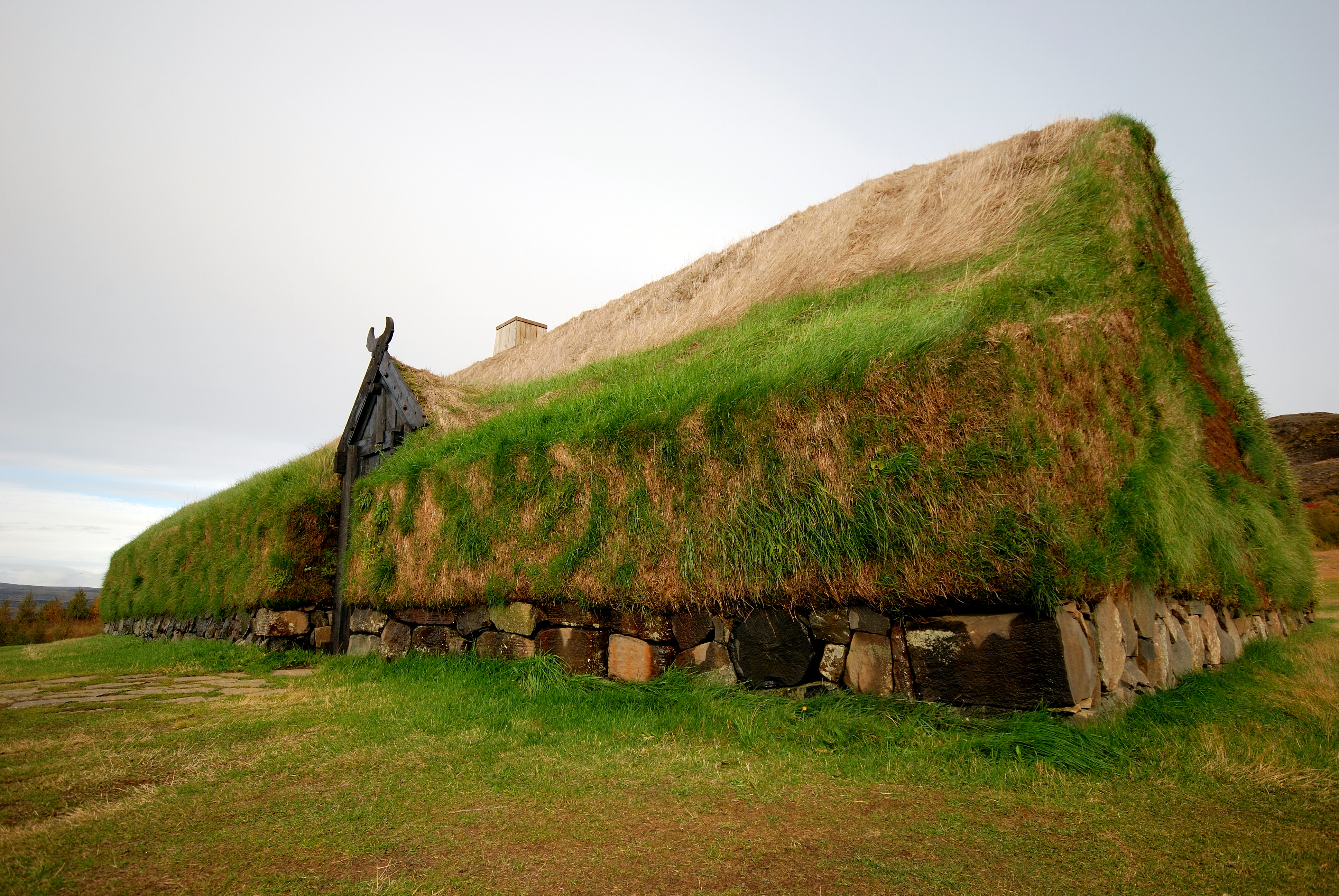
Der Hof Þjóðveldisbær

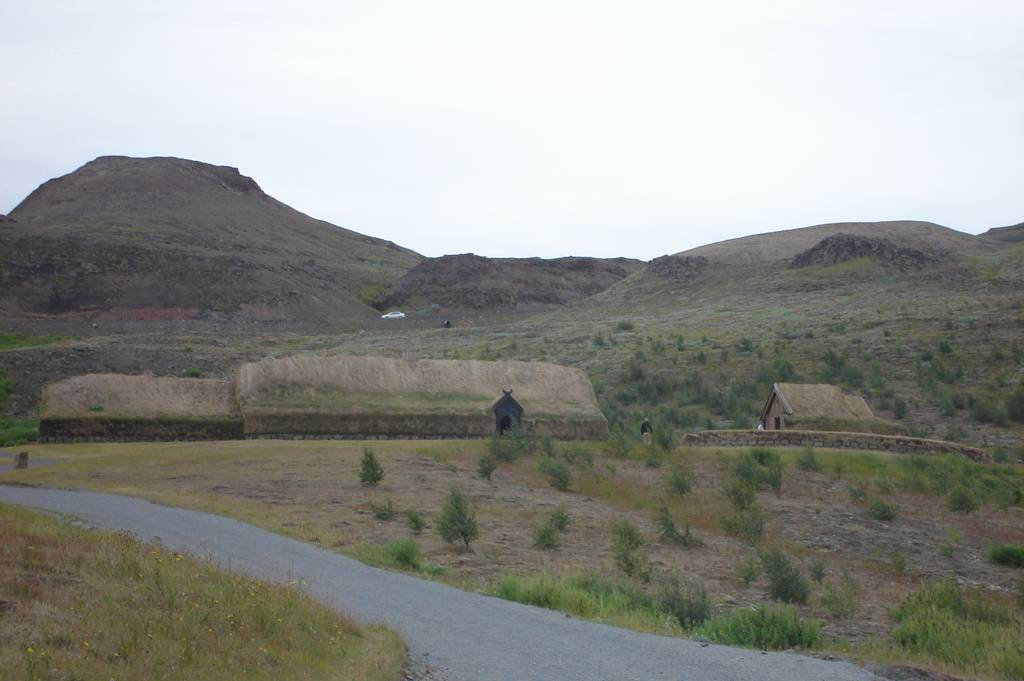
Alle drei Gebäude des Hofes Þjóðveldisbær

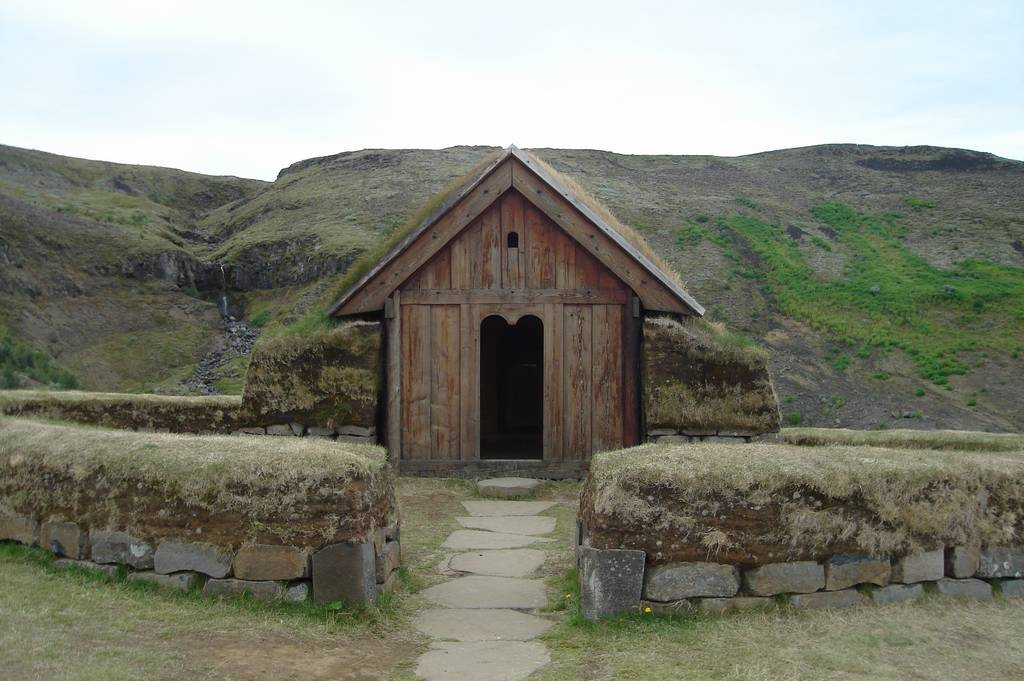
Der Eingang in die Kirche des Hofes Þjóðveldisbær

Þjóðveldisbær ist der Nachbau des wikingerzeitlichen isländischen Hofes Stöng, der bei einem Ausbruch des Vulkans Hekla im Jahr 1104 unter Asche begraben wurde.

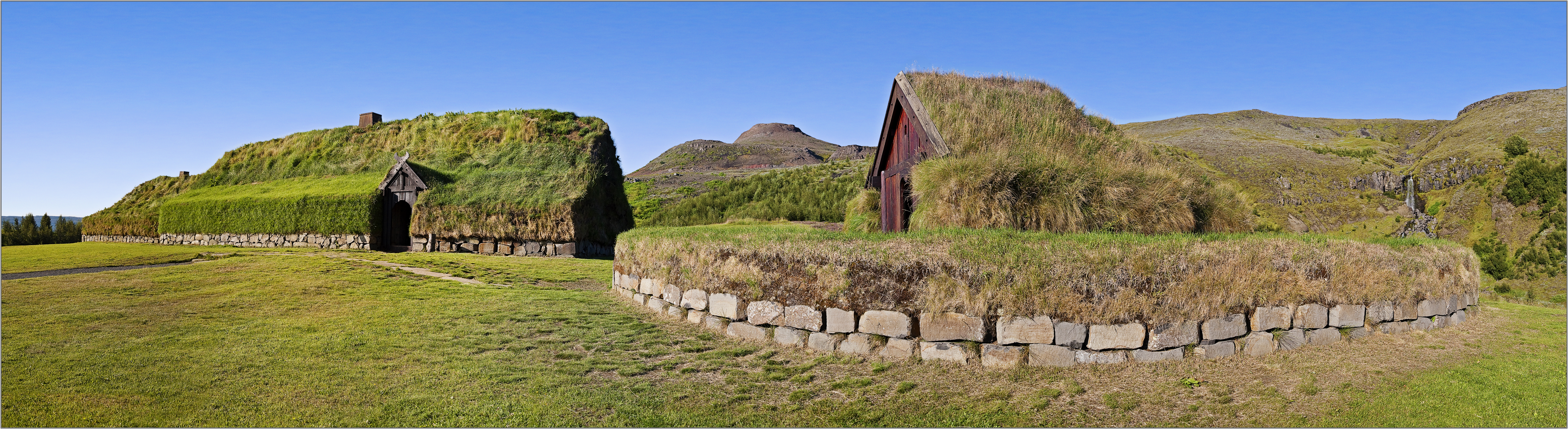
Panorama

Die Rekonstruktion besteht originalgetreu aus drei Gebäuden – darunter ein Langhaus – und wurde 1974 begonnen, anlässlich des 1100-jährigen Jubiläums der Besiedlung Islands.
Das Anwesen liegt am Þjórsárdalsvegur .